# Armadillagraecia mataranka
Armadillagraecia mataranka är en insektsart som beskrevs av Rentz, D.C.F., Y. Su, Ueshima och M. Robinson 2010. Armadillagraecia mataranka ingår i släktet Armadillagraecia och familjen vårtbitare. Inga underarter finns listade i Catalogue of Life.